# Абдуллаев, Азер Джанбахыш оглы
Азер Джанбахыш оглы Абдуллаев (азерб. Azər Canbaxış oğlu Abdullayev; 25 февраля 1929, Баку — 18 июня 2010, там же) — советский, азербайджанский гобоист; кандидат искусствоведения, профессор; Заслуженный деятель искусств Азербайджана (2008), Азербайджанской ССР.

## Биография
В 1947 г. окончил музыкальную школу-десятилетку и поступил на оркестровый факультет Бакинской консерватории. В 1950 г. переведён в Московскую консерваторию, которую с отличием окончил в 1952 г., а в 1960 г. — аспирантуру (класс Николая Солодуева).
С 1952 г. — солист симфонического оркестра Азербайджанского государственного академического театра оперы и балета им. М. Ф. Ахундова. В 1959—2006 гг. преподавал на кафедре духовых инструментов в Азербайджанской консерватории (с 1962 г. — старший преподаватель, с 1968 г. — доцент, с 1978 г. — профессор, в 1965—1992 гг. — заведующий кафедрой). Одновременно в 1963—1971 гг. — директор Бакинского музыкального училища имени Асафа Зейналлы.
Организатор и председатель жюри 1-го (Баку, 1979) и 2-го (Баку, 1985) закавказских конкурсов музыкантов-исполнителей на духовых инструментах, Закавказского фестиваля исполнителей камерной музыки (Баку, 1982).

## Творчество
Первый в СССР (совместно с Е. Мелешиным) исполнитель концерта И. С. Баха для гобоя и скрипки с оркестром (Москва, 1952).

### Научная деятельность
В 1969 г. защитил кандидатскую диссертацию. Автор книги «Теория и практика исполнительства на гобое», а также более 50 научно-методических работ.

### Избранные труды
- Теория и практика исполнительства на гобое («Азернешр», 1968)
- Гаммы и арпеджио для гобоя (1986)
- Очерк истории исполнительства на духовых инструментах европейского типа (2003)
- Как это было (2010)

## Награды и признание
- лауреат (2-я премия) III Всемирного фестиваля молодёжи и студентов (Берлин, 1951)[1]
- Медаль «За трудовое отличие» (9 июня 1959)
- Заслуженный деятель искусств Азербайджанской ССР[уточнить]
- Заслуженный деятель искусств Азербайджана (17 сентября 2008)[2]